# Turn Up the Love
"Turn Up the Love" é uma canção do grupo norte-americano Far East Movement do seu quarto álbum de estúdio Dirty Bass (2012). A música possui vocais do grupo pop barbadense Cover Drive e foi lançada em 21 de junho de 2012 como terceiro single do álbum. A canção foi escrita por R. Reed, James Roh, Kevin Nishimura, Virman Coquia, Jae Choung, A. Schuller, M. Baier e produzida por Axident, Wallpaper.

## Videoclipe
Um vídeo da música para acompanhar o lançamento de "Turn Up the Love" foi lançado no YouTube em 21 de junho de 2012 em um comprimento total de três minutos e trinta e cinco segundos. A cantora Colette Carr faz uma participação especial no clipe.

## Faixas
- Descarga digital

1. "Turn Up the Love" (com participação de Cover Drive) - 3:16

- EP Digital[2]

1. "Turn Up the Love" (com participação de Cover Drive) - 3:16
2. "Turn Up the Love" (com participação de Cover Drive) (Supasound Radio Edit Remix) - 3:24
3. "Turn Up the Love" (com participação de Cover Drive) (7th Heaven Radio Remix) - 3:54

## Paradas
| País — Tabela musical (2011-2012)             | Posição de pico |
| --------------------------------------------- | --------------- |
| Austrália (ARIA)                              | 8               |
| Bélgica (Ultratip Bubbling Under de Flandres) | 78              |
| Bélgica (Ultratip Bubbling Under da Valônia)  | 25              |
| Dinamarca (Hitlisten)                         | 35              |
| Finlândia (Suomen virallinen lista)           | 15              |
| França (SNEP)                                 | 58              |
| Irlanda (IRMA)                                | 14              |
| Países Baixos (Dutch Top 40)                  | 12              |
| Nova Zelândia (Recorded Music NZ)             | 8               |
| Noruega (VG-lista)                            | 20              |
| Escócia (Scottish Singles Chart)              | 10              |
| Suécia (Sverigetopplistan)                    | 23              |
| Reino Unido (UK Singles Chart)                | 13              |
| Reino Unido (UK Dance Chart)                  | 2               |

## Rádio e histórico de lançamento
| País        | Data                 | Formato          | Gravadora          |
| ----------- | -------------------- | ---------------- | ------------------ |
| Reino Unido | 29 de julho de 2012  | EP Digital       | Interscope Records |
| Reino Unido | 10 de agosto de 2012 | Descarga digital | Interscope Records |